# Палеофон
Палеофон (назив потиче од грчких речи „παλαιός - палеос“ - (древни) и „φωνή - фон“ - (глас)- што значи глас прошлости или древни глас) је један од најранијих уређаја за снимања и репродукцију звука који није реализован и потврђен у прошлости. Творац идеје палеофона је француски научник Шарл Кро (фр. Charles Cros), који је 1877. образложио теорију палеофона (Едисоновог фонографа), али није успео да произведе и радни модел. Реч је о истом изуму на којем је истовремено радио и Едисон, али није имао капитала да своја истраживања настави и реализује. Непризнат као научник умро је 1888. у Паризу. Едисон је постао светски познат, док Шарл Кро је у великој мери заборављен. Он је својим теоријским радом дао велики допринос примени снимања звука. У француско постоји академијаи музеј у част овом великану.

## Париз је центар првих сачуваних звучних записа
Париз је свакако центар света за прве проналаске снимања звука. Тамо је Едуар Леон Скот де Мартенвил измислио фоноаутограф који снима звук на папир 1857. године, а 20. година касније Шарл Кро је унапредио процес радећи на томе како да остави траг звука на челичну или бакарну плочу помоћу осцилација. У априлу 1877. је написао рад у коме описује своју тезу и подноси је Академији наука у Паризу. Пре него што је добио прилику да изгради прототип, Томас Едисон који је живео хиљадама миља далеко у Америци, претекао га је у добијању права на патент. Шарлов рад је разматран са великим закашњењем и то на вишеструку његову интервенцију. Разлози његове журбе да академија прегледа његов рад била је због гласина о истраживањима Едисона на сличној апаратури која снима и репродукује звук. Копију свог рада доставио је Академији наука у априлу 1877. године, три месеца пре проналаска Едисоновог фонографа, али није патентирао проналазак до маја 1878 и никада није направио радни модел. У једном чланку у октобру 1877 Едисонов фонограф именован је по Шарловом палеофону.

## Теоријски принцип рада палеофона
Код Шарловог палеофона трагови су се, због титрања, стварали на зачађеној површини мембране. Титраји су се уписивали бочно, а добијени трагови фотогравирали на челичну или бакарну плочу. Ово је уређај који функционише слично принципима фонографа, али уместо цилилиндра, носач звука је метална плоча. Шарл Кро није имао капитала да своја истраживања настави и реализује.
- Историјски редослед настанка уређаја који бележе звук су следећи

1. Фоноаутограф (Едуар Леон Скот де Мартенвил, 1857.)
2. Палеофон (није патентиран) (Шарл Кро, 1877.)
3. Фонограф (Томас Едисон, 1877.)
4. Графофон (Чарлс Самнер Тејнтер и Чичестер Александар Бел, 1886.)
5. Грамофон (Емил Берлинер, 1887.)